# Magyar Mozgókép Díj
A Magyar Mozgókép Díj (2014-2020 között Magyar Filmdíj) Magyarország 2014-ben alapított legrangosabb, évente odaítélt filmművészeti díja, melyet a Magyar Filmakadémia (MFA) tagjainak szavazata alapján 2016 óta ítélnek oda különféle műfaji és alkotói kategóriákban a legjobbnak tartott filmeknek és készítőiknek.
A díjak átadására a Filmakadémia által szervezett Magyar Mozgókép Fesztivál zárórendezvényeként megrendezett  gálaünnepségen kerül sor Budapest valamely színház- vagy előadótermében.

## Története
Magyarországon 1939-ben tartottak első alkalommal filmszemlét és filmversenyt, amelyen díjazták a „hetedik művészet” képviselőit. Az 1939-ben és 1940-ben Lillafüreden megrendezett két Nemzeti Filmhét a második világháború miatt nem folytatódhatott. 1965-ig kellett várni, hogy ismét legyen filmes seregszemle, s megrendezzék Pécsett az I. Magyar Játékfilmszemlét. 2012-ig – közel fél évszázadon át – a Magyar Filmszemle volt hazánk legrangosabb filmfesztiválja, az azon kiosztott díjak pedig a legértékesebb hazai elismerések. Az egyik főszervező, a Magyar Mozgókép Közalapítvány jogutód nélküli megszüntetését követően, a Magyar Filmművészek Szövetsége részben alkotások hiányában, részben az állandósult anyagi nehézségek miatt 2012 után már nem tudta megrendezni a fesztivált, így a magyar filmművészet rangos díj nélkül maradt.
A nemzetközi mintákra 2014-ben megalakult Magyar Filmakadémia célul tűzte ki a Magyar Filmdíjak létrehozását és azok kiosztását az ugyancsak általa megrendezett Magyar Filmhét záróeseményeként. Mivel a frissen alakult Filmakadémia még sem szervezettségben, sem létszámában nem volt képes egy fesztivál megszervezésre és a díjazásra, az első filmhetet a Magyar Nemzeti Filmalap szervezte meg 2014. október 13. és 19. között, díjat azonban nem osztottak ki. A tervek szerint ezt a feladatot a Filmakadémia hajtotta volna végre 2015. februárjában, mert nem szerette volna kihagyni azokat a filmeket, amelyeket csak a Filmhét után, de még 2014. december 31-ig mutattak be a filmszínházak vagy a televíziós csatornák. Az Egyesület bírósági bejegyzése azonban 2014 decemberében történt meg, az első taggyűlés pedig 2015 januárjában volt, ezért a díjátadót 2015 őszére halasztották. A Filmakadémia végül is csak 2016-ban tudott először díjakat kiosztani 18 kategóriában a március 1. és 6. között megtartott 2. Magyar Filmhét végén.
A Filmakadémia 2018-as közgyűlése két tagozat (Filmes és tudományos-technikai tagozat, valamint Televíziós tagozat) létrehozásával megváltoztatta az egyesület szervezetét, s ennek megfelelően jelentősen kibővítette a díjak számát és átalakította díjazás menetét.

## Nevezés
A díjakra történő jelölés nem automatikus; a versengésen való részvétel a filmek valamely kategóriába történt előzetes nevezéséhez van kötve. Nevezni az előző év január 1. és december 31. között moziforgalmazásba, illetve televíziós sugárzásba került vagy kerülő (forgalmazói szándéknyilatkozattal rendelkező), vagy nemzetközi filmfesztiválon versenyben vagy versenyen kívül szerepelt alkotásokat lehet, – az Akadémia közgyűlésének döntésétől függően – nyolc kategóriában:
- nagyjátékfilm
- tévéfilm
- televíziós sorozat
- egész estés animációs film
- egész estés dokumentumfilm
- kisjátékfilm
- animációs kisfilm
- rövid dokumentumfilm

Egy alkotó vagy alkotógárda több filmmel is nevezhet, ebben az esetben mindegyikről külön filmadatlapot kell beküldeni. A filmek nevezésének és regisztrációjának határideje: január 15. A nevezéshez le kell adni egy DVD-t, a hozzá kinyomtatott adatlappal együtt, a Filmakadémia irodájába. A filmhéten történő bemutatóhoz az alkotásokat Digital Cinema Package vagy Blu-ray formátumú fizikai adathordozón kell eljuttatni az MFA-hoz. A külföldi vendégek számára szervezett vetítésekhez angol feliratos anyagot is mellékelni kell.

## Odaítélése
A Magyar Filmdíj odaítélése az akadémiai tagok titkos szavazata alapján történik minden év elején, a Magyar Filmhéten.
A moziforgalmazású alkotások esetében a Filmhétre, illetve a díjra benevezett filmek közül első körben kiválasztják a jelölteket, a második körben pedig a jelöltek közül a díjazottakat.
A televíziós forgalmazású alkotások esetén a Filmhétre benevezett összes film közül egy szavazással választják ki a kategóriák nyerteseit.

## Átadása
A díjazottaknak ünnepélyes keretek között adják át a trófeákat Budapesten, a Magyar Filmhetet lezáró gálákon. Külön díjátadót szerveznek a televíziós és a moziforgalmazású alkotásoknak. A gálák műsorvezető házigazdáinak neves személyeket kérnek fel.
Az eseményen rövid filmelőzetessel bemutatják az egyes kategóriák jelöltjeit, majd neves művészek bontják fel a győztes nevét tartalmazó borítékot és adják át a trófeát.

## A trófea
A Magyar Filmdíj trófeája egy nemzeti színű szalaggal feldíszített, filmtekercset magasba emelő, csillogóra csiszolt bronz kisplasztika.

## Kategóriák
A díjazott kategóriák, ezzel a kiosztható díjak száma az MFA-közgyűlés döntése szerint évente változhat.

### Jelenlegi kategóriák
2021 óta az alkotói teljesítményeket a műfajokat összevonva értékelik. Jelenleg a következő kategóriákban osztanak díjakat: 
| Műfaji kategóriák  | Műfaji kategóriák | Műfaji kategóriák          | Műfaji kategóriák                  | Műfaji kategóriák                  | Műfaji kategóriák          | Műfaji kategóriák          | Műfaji kategóriák            | Műfaji kategóriák            |
| ------------------ | ----------------- | -------------------------- | ---------------------------------- | ---------------------------------- | -------------------------- | -------------------------- | ---------------------------- | ---------------------------- |
| legjobb játékfilm  | legjobb tévéfilm  | legjobb televíziós sorozat | legjobb egész estés animációs film | legjobb egész estés dokumentumfilm | legjobb első film          | legjobb kisjátékfilm       | legjobb animációs kisfilm    | legjobb rövid dokumentumfilm |
| Alkotói kategóriák |                   |                            |                                    |                                    |                            |                            |                              |                              |
| legjobb producer   | legjobb rendező   | legjobb forgatókönyvíró    | legjobb női főszereplő             | legjobb férfi főszereplő           | legjobb női mellékszereplő | legjobb női mellékszereplő | legjobb férfi mellékszereplő | legjobb férfi mellékszereplő |
| legjobb vágó       | legjobb operatőr  | legjobb díszlettervező     | legjobb jelmez                     | legjobb maszk                      | legjobb zeneszerző         | legjobb zeneszerző         | legjobb hangmérnök           | legjobb hangmérnök           |
| Egyéb díjak        |                   |                            |                                    |                                    |                            |                            |                              |                              |
| életműdíj          | életműdíj         | életműdíj                  | közönségdíj                        | közönségdíj                        | közönségdíj                | különdíj                   | különdíj                     | különdíj                     |

### Múltbéli kategóriák
A női és férfi mellékszereplő kategória egybeolvadt 2021 és 2022 között.
- legjobb mellékszereplő (2021 és 2022 között)

A smink és a maszk kategória összeolvadt, és legjobb maszkmester néven osztják ki 2020-tól.
- legjobb smink

További megszűnt díjak:
| - legjobb rendező - legjobb női főszereplő - legjobb férfi főszereplő - legjobb női mellékszereplő - legjobb férfi mellékszereplő - legjobb forgatókönyvíró - legjobb operatőr - legjobb vágó - legjobb díszlet- vagy látványtervező - legjobb jelmez - legjobb maszk - legjobb smink - legjobb zeneszerző - legjobb hangmester | - legjobb női főszereplő - legjobb férfi főszereplő - legjobb női mellékszereplő - legjobb férfi mellékszereplő - legjobb forgatókönyvíró - legjobb operatőr - legjobb vágó - legjobb díszlet- vagy látványtervező - legjobb jelmez - legjobb smink - legjobb zeneszerző - legjobb hangmester | - legjobb női főszereplő - legjobb férfi főszereplő - legjobb forgatókönyvíró - legjobb operatőr - legjobb vágó |

| - legjobb operatőr - legjobb vágó - legjobb hangmester | - legjobb ismeretterjesztő film - legjobb operatőr - legjobb vágó - legjobb hangmester | - legjobb forgatókönyvíró |